# Hendelia armiger
Hendelia armiger är en tvåvingeart som beskrevs av Lonsdale och Marshall 2007. Hendelia armiger ingår i släktet Hendelia och familjen träflugor. Inga underarter finns listade i Catalogue of Life.